# Kanton Mézières-Centre-Ouest
Der Kanton Mézières-Centre-Ouest war von 1973 bis 2015 ein französischer Wahlkreis im Arrondissement Charleville-Mézières, im Département Ardennes und in der Region Champagne-Ardenne; sein Hauptort (frz.: chef-lieu) war Charleville-Mézières. Die landesweiten Änderungen in der Zusammensetzung der Kantone brachten im März 2015 seine Auflösung. Vertreter im Generalrat des Départements war zuletzt Pierre Pandini.

## Gemeinden
Der Kanton bestand aus neun Gemeinden und einem Teil von Charleville-Mézières:
| Gemeinde                         | Einwohner (Stand: 2022) | Code postal | Code Insee |
| -------------------------------- | ----------------------- | ----------- | ---------- |
| Belval                           | 226                     | 08090       | 08058      |
| Charleville-Mézières (teilweise) | 11.045                  | 08000       | 08105      |
| Évigny                           | 188                     | 08090       | 08160      |
| Fagnon                           | 341                     | 08090       | 08162      |
| Neuville-lès-This                | 329                     | 08090       | 08322      |
| Prix-lès-Mézières                | 1387                    | 08000       | 08346      |
| Sury                             | 95                      | 08090       | 08432      |
| This                             | 225                     | 08090       | 08450      |
| Warcq                            | 1280                    | 08000       | 08497      |
| Warnécourt                       | 384                     | 08090       | 08498      |

Die insgesamt 45.634 Einwohner umfassende Stadt Charleville-Mézières war auf mehrere Kantone aufgeteilt.

## Bevölkerungsentwicklung
| 1990   | 1999   | 2012   |
| ------ | ------ | ------ |
| 15.870 | 15.690 | 15.102 |